# Amaranthus blitum
Amaranthus blitum es una especie de planta anual, económicamente importante, perteneciente a la familia Amaranthaceae. Es nativa de la región del Mediterráneo y se ha naturalizado en otras partes del mundo, incluido el este de Norteamérica. A pesar de ser una maleza, se come en muchas partes del mundo

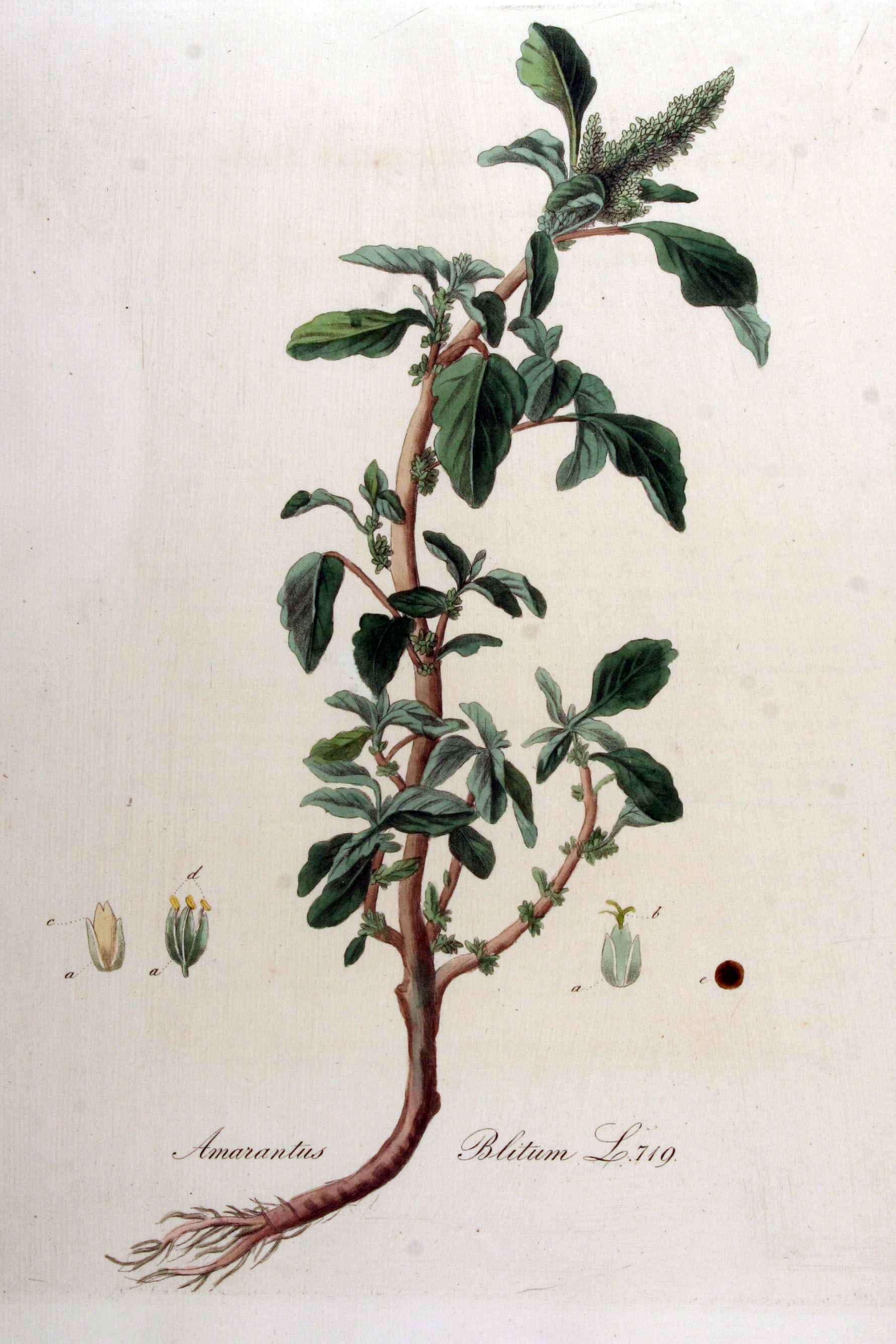
Ilustración

## Descripción
Alcanza un tamaño de 20-60 cm de altura. La planta es glabra de color verde oscuro. El tallo muy ramificado, carnoso, de color rojizo y brillante. Las hojas son romas con la muesca en la parte superior, y se estrecha en la base. El borde está dentado finamente. La inflorescencia es axilar y esférica.

## Taxonomía
Amaranthus blitum fue descrita por el científico, naturalista, botánico y zoólogo sueco Carlos Linneo y publicada en Species Plantarum 2: 990, en el año 1753. (1 de mayo de 1753)
- El Amaranthus blitum descrito por Hook.f. es el Amaranthus blitum de L.
- El Amaranthus blitum descrito por Moq. es el Amaranthus graecizans de L.
- El Amaranthus blitum descrito por Rchb.Ic. es el Amaranthus polygonoides de L.
- El Amaranthus blitum descrito por Rchb.Ic. ex Steud.es el Amaranthus polygonoides de L.

Etimología
Amaranthus: nombre genérico que procede del griego amaranthos, que significa "flor que no se marchita".
blitum: epíteto con el que los griegos llamaban a Amaranthus blitum var. silvestre, vlita (en griego: βλήτα), y comían las hojas y los brotes tiernos cocidos al vapor o hervidas y luego servidas con aceite de oliva, limón y sal.
Sinonimia
NOTA: Los nombres que presentan enlaces son sinónimos en otras especies: 
- Albersia arenaria
- Albersia ascendens
- Albersia blitum
- Albersia livida
- Albersia oleracea
- Albersia polygama
- Albersia viridis
- Amaranthus adscendens
- Amaranthus alius
- Amaranthus ascendens
- Amaranthus ascendens var. oleraceus
- Amaranthus berchtoldi
- Amaranthus blitonius
- Amaranthus blitum subsp. ascendens
- Amaranthus blitum subsp. oleraceus
- Amaranthus blitum var. angustifolius
- Amaranthus blitum var. ascendens
- Amaranthus circinnatus
- Amaranthus diffusus
- Amaranthus gangeticus
- Amaranthus graecizans var. blitum
- Amaranthus lividus
- Amaranthus lividus subsp. ascendens
- Amaranthus lividus subsp. lividus
- Amaranthus lividus subsp. oleraceus
- Amaranthus lividus var. ascendens
- Amaranthus lividus var. oleraceus
- Amaranthus miniatus
- Amaranthus minor
- Amaranthus mucronatus.
- Amaranthus obtusiflorus
- Amaranthus officinalis
- Amaranthus oleraceus
- Amaranthus olitorius
- Amaranthus pallidus
- Amaranthus perennis
- Amaranthus polygamus
- Amaranthus prostratus
- Amaranthus roxburghianus var. angustifolius
- Amaranthus ruderalis
- Amaranthus tenuiflorus
- Blitum lividum
- Blitum maius
- Blitum oleraceum
- Euxolus alius
- Euxolus ascendens
- Euxolus blitum
- Euxolus lividus
- Euxolus oleraceus
- Euxolus polygamus
- Galliaria ascendens
- Glomeraria blitum
- Glomeraria livida
- Glomeraria oleracea
- Pentrius oleraceus
- Pyxidium oleraceum

|  | - Castellano: bledo, bledo de Europa, bledo rojo, bledos, bledos de comer, bledos verdes, bredos; en la región noreste de México es conocida como quelite. El objetivo del estudio fue determinar la actividad antioxidante (antioxidante total y actividades de eliminación de radicales libres y el contenido fenólico total de Amaranthus sp. También se estudiaron los efectos de diferentes tiempos de blanqueo (10 y 15 min) sobre la actividad antioxidante y el contenido fenólico. |